# Poecilometra
Poecilometra is een geslacht van haarsterren uit de familie Charitometridae.

## Soorten
- Poecilometra acoela (Carpenter, 1888)
- Poecilometra scalaris (A.H. Clark, 1907)